# Llista d'episodis de Zoo
La sèrie de televisió catalana Zoo consta de 23 episodis. Només es va emetre una temporada. Es va estrenar a TV3 el 21 de gener de 2008.

## Temporades
| Temporada | Temporada | Episodis | Estrena a Catalunya | Final              | Final |
| --------- | --------- | -------- | ------------------- | ------------------ | ----- |
|           | 1         | 23       | 21 de gener de 2008 | 22 d'abril de 2008 |       |

## Llista d'episodis

### Primera temporada
| Núm. |              | Director                        | Guionista                               | Data d'emissió       | Audiència       |
| --- | ------------ | ------------------------------- | --------------------------------------- | -------------------- | --------------- |
| 1 | «Capítol 1»  | Jesús Segura                    | Josep Maria Benet i Jornet              | 21 de gener de 2008  | 592 000 (19,7%) |
| La Tina i en Conrad es lleven quan són sorpresos per en Jan i el gos de la Tina. La Diana i en Max també comencen el dia. Avui ella ha d'anar a recollir els resultats d'unes proves mèdiques. |              |                                 |                                         |                      |                 |
| 2 | «Capítol 2»  | Jesús Segura                    | Josep Maria Benet i Jornet              | 22 de gener de 2008  | 341 000 (11,4%) |
| Els metges informen en Conrad i la Lola que han d'operar Jan. Les coses es compliquen. La Diana i en Max no es posen d'acord amb l'hora de tenir fills. |              |                                 |                                         |                      |                 |
| 3 | «Capítol 3»  | Kiko Ruiz                       | Josep Maria Benet i Jornet              | 28 de gener de 2008  | 400 000 (13,5%) |
| L'Adrià està fastiguejat amb la feina de peó i l'Elvira exigeix a en Dídac que li busqui una solució. L'Iris veu que en Conrad té una carta de la PLA. La Lola convida l'Abel a prendre un cafè. |              |                                 |                                         |                      |                 |
| 4 | «Capítol 4»  | Kiko Ruiz                       | Josep Maria Benet i Jornet              | 29 de gener de 2008  | 470 000 (14,8%) |
| En Max està il·lusionat amb el possible embaràs de la Diana. L'Abel es presenta al zoo i pregunta per la Lola. En Gerard queda admirat amb el seu nivell adquisitiu. La Lola protegeix en excés en Jan, que es troba molt afectat per tot el que ha passat. |              |                                 |                                         |                      |                 |
| 5 | «Capítol 5»  | Ignasi Tarruella                | Josep Maria Benet i Jornet & Anna Manso | 4 de febrer de 2008  | 359 000 (12,3%) |
| En Conrad s'enduu en Jan a casa seva malgrat les reticències del nen. L'Abel fa dubtar la Lola que sigui una bona idea. La Diana està preocupada i no atén com cal la feina del zoo. Al Dídac li costa trobar una feina per a l'Adrià a causa de minsa experiència del noi. |              |                                 |                                         |                      |                 |
| 6 | «Capítol 6»  | Ignasi Tarruella                | Josep Maria Benet i Jornet              | 5 de febrer de 2008  | 371 000 (11,4%) |
| La Diana està trista i en Max prova d'animar-la. La Lola porta el Jan al Zoo. Tothom el rep amb efusivitat i en Gori se l'emporta a veure els dofins. |              |                                 |                                         |                      |                 |
| 7 | «Capítol 7»  | Carmen Pérez                    | Josep Maria Benet i Jornet              | 11 de febrer de 2008 | 427 000 (12,9%) |
| El sistema informàtic del zoo ha començat a fallar. La Gisela i en Gerard no poden treballar amb els seus ordinadors i decideixen trucar un tècnic, en Gorka, que de seguida crida l'atenció de la Gisela. En Conrad intenta fer el cor fort. Creu que el millor per al nen és que visqui amb la seva mare, però no vol renunciar al seu fill.                                                 |              |                                 |                                         |                      |                 |
| 8 | «Capítol 8»  | Carmen Pérez & Abigail Schaaff  | Josep Maria Benet i Jornet              | 12 de febrer de 2008 | 371 000 (12,2%) |
| L'Abel reconeix al Gerard que el Conrad li fa nosa, així que ofereix a la Lola tot el seu suport per fer front als problemes amb el seu exmarit. La Gisela fa anar al Gorka a casa seva. La relació entre el Quirze i el seu fill va de mal en pitjor. |              |                                 |                                         |                      |                 |
| 9 | «Capítol 9»  | Abigail Schaaff                 | Josep Maria Benet i Jornet              | 18 de febrer de 2008 | 381 000 (11,9%) |
| La Gisela aconsella la Diana que no es reprimeixi els sentiments. La Lola no pot evitar sentir-se malament pel que li fa al Conrad. L'Abel se sincera amb el Gerard i li parla dels seus problemes a la feina i de les seves pretensions reals a l'empresa. |              |                                 |                                         |                      |                 |
| 10 | «Capítol 10» | Kiko Ruiz                       | Josep Maria Benet i Jornet              | 19 de febrer de 2008 | 153 000 (9,3%)  |
| En Max vol deixar la feina per acompanyar la Diana a fer-se la segona inseminació. L'Abel empeny la Lola perquè vegi l'advocat ja mateix. En Jan no vol parlar amb ningú. En Conrad vol anar a dinar amb la Diana. |              |                                 |                                         |                      |                 |
| 11 | «Capítol 11» | Kiko Ruiz                       | Josep Maria Benet i Jornet              | 25 de febrer de 2008 | 276 000 (8,0%)  |
| La Diana està força trista i té la sensació que, darrerament, ho fa tot malament. A més, els últims incidents al parc tampoc no l'ajuden a animar-se. Una nova acció de protesta contra el zoo, aquesta vegada més radical que de costum, porta tothom de cul. |              |                                 |                                         |                      |                 |
| 12 | «Capítol 12» | Ignasi Tarruella                | Josep Maria Benet i Jornet              | 26 de febrer de 2008 | 276 000 (9,1%)  |
| En Max deixa clar a la Diana que és la dona de la seva vida. Ella, en canvi, no sembla que senti el mateix. L'Abel s'assabenta per la Lola de les repercussions que ha tingut l'incident amb el goril·la, però creu que el parc encara no està prou perjudicat. |              |                                 |                                         |                      |                 |
| 13 | «Capítol 13» | Ignasi Tarruella                | Josep Maria Benet i Jornet              | 3 de març de 2008    | 249 000 (7,4%)  |
| La Diana necessita allunyar-se d'en Max i d'en Conrad per aclarir els seus sentiments. En Max vol que, abans de res, es faci les proves de l'embaràs. En Jan està esquerp amb l'Abel i la Lola s'amoïna. |              |                                 |                                         |                      |                 |
| 14 | «Capítol 14» | Carmen Pérez                    | Josep Maria Benet i Jornet              | 4 de març de 2008    | 320 000 (10,6%) |
| La Diana comença a adonar-se del que és viure arrossegant una mentida. La Gisela li aconsella que hi posi remei. L'Abel té les coses molt clares pel que fa a la seva relació amb la Lola, però ella no ho veu tot tan fàcil. |              |                                 |                                         |                      |                 |
| 15 | «Capítol 15» | Carmen Pérez                    | Josep Maria Benet i Jornet              | 10 de març de 2008   | 299 000 (9,9%)  |
| La Diana no sap com reaccionar davant l'optimisme creixent del Max i la difícil relació que ha establert amb el Conrat. A més, en Max vol convidar a sopar al seu amic i donar-li una gran notícia. |              |                                 |                                         |                      |                 |
| 16 | «Capítol 16» | Abigail Schaaff                 | Josep Maria Benet i Jornet              | 11 de març de 2008   | 349 000 (11,9%) |
| El Max regala a la Diana un detall per al nen. Ella fingeix alegrar-se'n i dissimula com pot el seu sentiment de culpa. El Max també veu el Conrat fotut, i vol convidar-lo a sopar. La Gisela continua evitant quedar amb l'Èric, però ell decideix presentar-se per sorpresa al zoo. |              |                                 |                                         |                      |                 |
| 17 | «Capítol 17» | Abigail Schaaff                 | Josep Maria Benet i Jornet              | 17 de març de 2008   | 259 000 (8,9%)  |
| La Diana no sent els llobatons i vol assegurar-se que tot va bé. La Gisela creu que és millor no intervenir. En Jan està trist, ja no veurà més el Ricardo. En Conrad li promet que aniran a visitar el Puck. |              |                                 |                                         |                      |                 |
| 18 | «Capítol 18» | Kiko Ruiz                       | Josep Maria Benet i Jornet              | 18 de març de 2008   | 244 000 (9,0%)  |
| El Rossinyol tira endavant amb el sabotatge i salta l'alerta a tot el parc. La Diana vol assegurar-se que el llobató està bé i corre cap a la seva instal·lació. La Gisela li fa veure que arriscant-se no només posa en perill la seva vida, sinó també la del seu fill. |              |                                 |                                         |                      |                 |
| 19 | «Capítol 19» | Kiko Ruiz & Ignasi Tarruella    | Josep Maria Benet i Jornet              | 31 de març de 2008   | 291 000 (11,8%) |
| La Diana assenyala la Gisela com a futura directora del zoo. La Lola torna encantada del seu viatge a París. Sent que amb l'Abel pot formar una família. En Dídac informa el personal del zoo: demà sabran si el parc es trasllada o tanca les portes. La Diana creu en la innocència d'en Pep, i pensa que és injust que hagin despatxat l'Iris.                                              |              |                                 |                                         |                      |                 |
| 20 | «Capítol 20» | Carmen Pérez & Ignasi Tarruella | Josep Maria Benet i Jornet              | 1 d'abril de 2008    | 300 000 (10,1%) |
| En Conrad té la certesa que ell és el pare del fill que espera la Diana i aprofita la crisi que ella passa amb en Max per dir-li tot el que pensa. En Dídac intenta convèncer la Diana que no se'n vagi a Londres, però no se'n surt. L'Iris interroga l'Emilio i descobreix que el dia del sabotatge no hi havia repartiment d'hipoclorit. La noia comença a sospitar de l'empresa de l'Abel. |              |                                 |                                         |                      |                 |
| 21 | «Capítol 21» | Carmen Pérez & Abigail Schaaff  | Josep Maria Benet i Jornet              | 8 d'abril de 2008    | 330 000 (10,7%) |
| El Conrad està sol a casa, una mica entonat, i quan surt topa amb la Diana i el Max al replà. El Max de seguida s'adona de la tensió que hi ha entre ells, i comença a fer preguntes a la Diana sobre l'home amb qui es va embolicar... |              |                                 |                                         |                      |                 |
| 22 | «Capítol 22» | Kiko Ruiz & Abigail Schaaff     | Josep Maria Benet i Jornet              | 15 d'abril de 2008   | 369 000 (12,0%) |
| En Conrad queda planxat en sentir com la Diana i el Max parlen d'anar junts a la propera visita del ginecòleg. Després de la borratxera d'ahir, l'Adrià es desperta al costat de la Clàudia, però no recorda si ha passat alguna cosa entre ells. |              |                                 |                                         |                      |                 |
| 23 | «Capítol 23» | Kiko Ruiz & Abigail Schaaff     | Josep Maria Benet i Jornet              | 22 d'abril de 2008   | 322 000 (10,8%) |
| La Diana comença a tenir clars els seus sentiments i s'adona que ha d'arreglar les coses, tant amb en Max com amb en Conrad. L'Adrià i el Gori tenen una enganxada perquè el Gori li retreu que aconseguís la feina per ser fill del Dídac. La Mariona ha tingut una crisi, i està molt dèbil. La Lola sospita de la implicació de l'Abel en tot l'assumpte del sabotatge.                     |              |                                 |                                         |                      |                 |